# Jackie Brenston
Jackie Brenston (né le 15 août 1930 à Clarksdale, Mississippi, mort le 15 décembre 1979 à Memphis, Tennessee) est un chanteur et saxophoniste de rhythm and blues et de rock 'n' roll américain . Il est surtout connu comme étant celui qui a enregistré ce qui est considéré par quelques critiques comme le premier disque de rock and roll de l'histoire : Rocket 88.

## Biographie
Né dans une cité mythique du blues, Jackie Brenston, après son service militaire, apprend à jouer du saxophone avec un musicien local Jesse Flowers. Peu après il rencontre le jeune Ike Turner et intègre son groupe The Kings of Rhythm. Ils sont recommandés par B. B. King auprès de Sam Phillips, qui possède un studio d'enregistrement à Memphis, et s'y rendent début mars 1951. Le 5, ils y enregistrent quatre titres, dont Rocket 88, inspiré de la chanson Cadillac Boogie de Jimmy Liggins. Phillips, qui n'a pas encore créé Sun Records, vend les morceaux à la maison de disques Chess. Ceux chantés par Turner sortent sous le nom de « Ike Turner & his Kings of Rhythm » et les deux autres sont édités sous le nom de « Jackie Brenston & his Delta Cats ». C'est ce disque-là qui connait le plus de succès : Rocket 88 est no 1 des classements rhythm & blues et est repris par Bill Haley. Après une seconde séance à l'été 1951, au cours de laquelle ils gravent My Real Gone Rocket, Turner et Brenston se séparent.

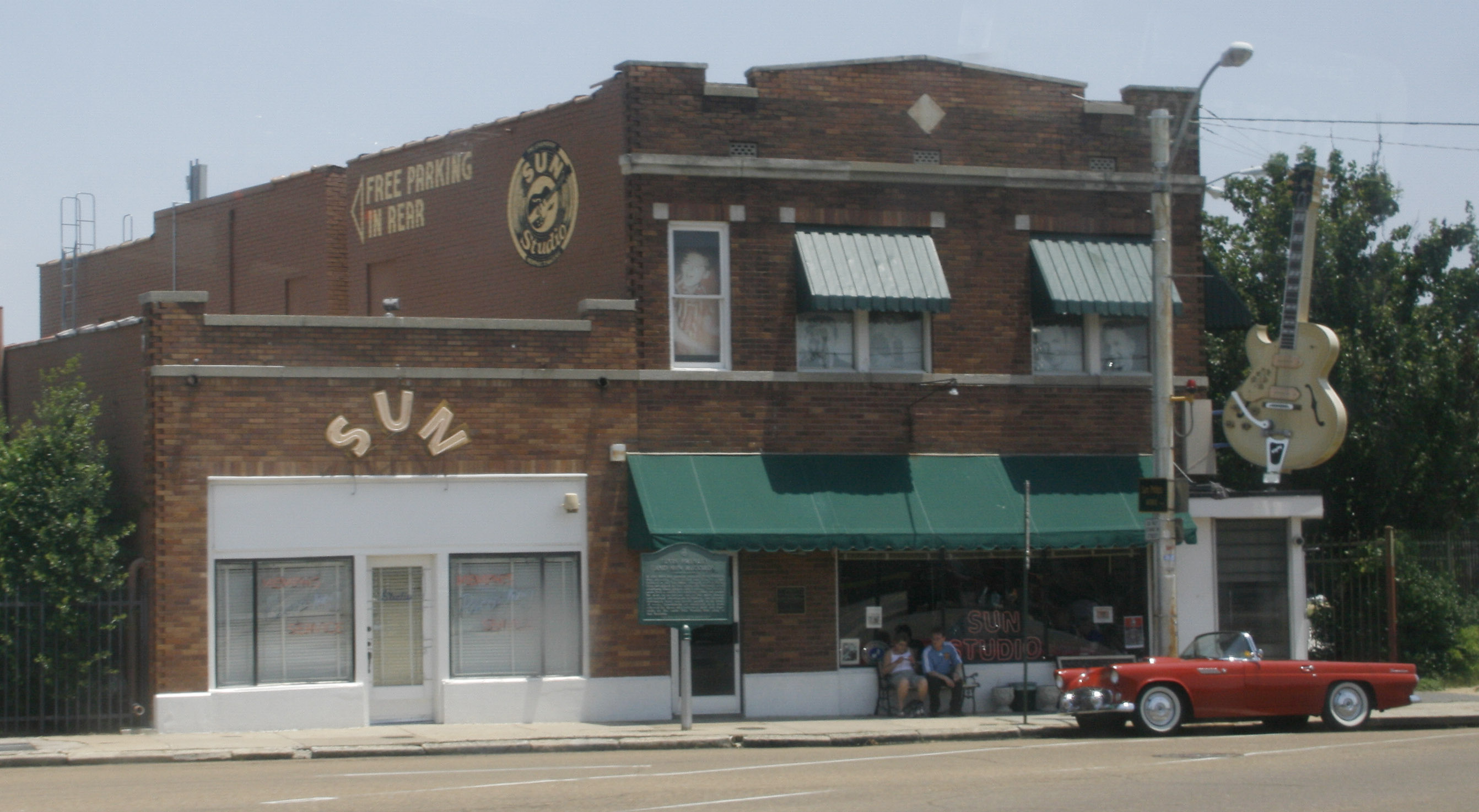
Le Sun Studio de Memphis, où fut enregistré Rocket 88.

La carrière musicale de Jackie Brenston connaît une ascension fulgurante et une descente aussi vertigineuse, car ses productions suivantes ne rencontrent pas le même impact. Son dernier disque pour Chess sort en 1953. Il continue sa carrière de musicien avec Lowell Fulson, Amos Milburn, Johnny Otis ou Memphis Slim, puis de nouveau avec Ike Turner et son groupe jusqu'en 1962, et enregistre un dernier morceau, Want You To Rock Me, l'année suivante. Puis il rejoindra The Shakers, un groupe de Saint-Louis.
Lors d'une interview, il donnera son sentiment sur sa carrière et fera même une suggestion sur son épitaphe : « Il a fait un seul succès discographique, sans conséquence ». Sam Phillips, qui découvrit pourtant Elvis Presley en 1954, aurait déclaré que Rocket 88 était le premier vrai rock'n'roll jamais enregistré.
Jackie Brenston meurt d'un arrêt cardiaque à l'hôpital pour anciens combattants de Memphis.

## Discographie
En tant que chanteur :
- Rocket 88 / Come Back Where You Belong (1951) - Jackie Brenston & his Delta Cats
- My Real Gone Rocket / Tuckered Out (1951) - Jackie Brenston & his Delta Cats
- Independant Woman / Juiced (1951) - Jackie Brenston & his Delta Cats
- Hi Ho Baby / Leo The Louse (1952) - Jackie Brenston & Edna McCrae
- Starvation / Blues Got Me Again (1953) - Jackie Brenston & his Delta Cats
- What Can It Be / Gonna Wait For My Chance (1956) - Jackie Brenston with Ike Turner's Kings of Rhythm
- The Mistreater / Much Later (1956) - Jackie Brenston with Ike Turner's Kings of Rhythm
- Trouble Up the Road / You Ain't The One (1960)
- Want You To Rock Me / Down in My Heart (1963)